# Rötlingsverwandte
Die Pilze aus der Familie Rötlingsverwandten (Entolomataceae) sind eine sehr artenreiche Gruppe mit mehr als 350 Vertretern in Mitteleuropa.
Eine eindeutige Bestimmung der zahlreichen Arten, insbesondere in der Gattung Rötlinge (Entoloma), ist ohne Hilfe eines Lichtmikroskops kaum möglich. Wichtige Unterscheidungsmerkmale sind meist spezielle Oberflächenstrukturen der Sporen, die Beschaffenheit der Hutdeckschicht (Huthaut), die Verteilung von Farbpigmenten (z. B. ob in Vakuolen, als Inkrustationen der Hyphenwände etc.), die Form von Zystiden (wenn vorhanden) oder das Vorhandensein oder Fehlen von Schnallen. In dem komplizierten Aggregat rund um den Mehl-Räsling (Clitopilus prunulus-Aggregat) ist beispielsweise das Auftreten oder Fehlen von metachromatischen Hyphen (violette Reaktion mit Brillantkresylblau) ein wichtiges Merkmal.
Die ökologische Amplitude der Vertreter der Rötlingsverwandten reicht von saprobiontischen Totholz-Bewohnern bis hin zu obligaten Mykorrhizapilzen.

## Systematik
Zu den Rötlingsverwandten zählen:
- Rötlinge (Entoloma) mit eckigen Sporen[3]
- Räslinge (Clitopilus) mit warzigem Sporenornament, wobei die Warzen zu Längsreihen verschmelzen und so im Lichtmikroskop wie Längsrippen wirken[3]; die Sporen von Clitopilus reticulosporus haben zudem Warzen, die die Längsreihen quer verbinden, sodass das Sporenornament im Lichtmikroskop netzig erscheint[4]
- Tellerlinge (Rhodocybe) mit grob-warzigem Sporenornament und einem schnallenlosen Hyphensystem[3]
- Gattung Rhodophana – ähnlich wie Tellerlinge (Rhodocybe), aber mit Schnallen[3]
- Gattung Clitocella mit fast glatten und dünnwandigen Sporen (Sporenwand schmaler als 0,5 µm, Sporenwand mit sehr kleinen, im Lichtmikroskop schwer zu erkennenden Ecken)[3]
- Gattung Clitopilopsis – ähnlich wie Clitocella, aber Sporenwand verdickt[3]
- Gattung Entocybe – ähnlich wie Entoloma und Rhodocybe; Sporen undeutlich eckig, punktiert und mit feinen Kanten[5]